# Jean Gabin
Jean Gabin   (9è districte de París, 17 de maig de 1904 - Neuilly-sur-Seine, 15 de novembre de 1976) va ser un actor i cantant francès. Considerat una figura clau del cinema francès, va protagonitzar diverses pel·lícules clàssiques com Pépé le Moko (1937), La Grande Illusion (1937), Le Quai des brumes (1938), La bèstia humana (1938), Le Jour se lève (1939).), i Le plaisir (1952). Gabin va ser nomenat membre de la Legió d'Honor en reconeixement de l'important paper que va tenir en el cinema francès.

## Biografia
Gabin va néixer Jean-Alexis Moncorgé a París, fill de Madeleine Petit i Ferdinand Moncorgé, propietari d'un cafè i animador de cabaret el nom artístic del qual era Gabin, que és un nom en francès. Va créixer al poble de Mériel al departament de Seine-et-Oise (actual Val-d'Oise), uns 35 km al nord de París. Va anar al Lycée Janson de Sailly. Gabin va deixar l'escola aviat i va treballar com a obrer fins als 19 anys quan va entrar al món de l'espectacle amb una part d'una producció de Folies Bergères. Va continuar actuant en papers menors abans d'entrar a l'exèrcit.

### Carrera
Després de completar el seu servei militar als Fusiliers marins, va tornar al negoci de l'entreteniment, treballant sota el nom artístic de Jean Gabin en tot allò que s'oferia a les sales de música i operetes parisenques, imitant l'estil de cant de Maurice Chevalier. Va formar part d'una companyia que va fer una gira per Amèrica del Sud i, en tornar a França, va trobar feina al Moulin Rouge. Les seves actuacions van començar a notar-se i van sorgir millors papers escènics que van portar a dues pel·lícules mudes el 1928.
Dos anys més tard, Gabin va fer la transició a les pel·lícules sonores en una producció de Pathé de 1930, Chacun sa chance. Interpretant papers secundaris, va fer més d'una dotzena de pel·lícules durant els quatre anys següents, incloent-hi pel·lícules dirigides per Maurice i Jacques Tourneur. Però només va obtenir un autèntic reconeixement per la seva actuació a Maria Chapdelaine, una producció de 1934 dirigida per Julien Duvivier. Aleshores va ser elegit com un heroi romàntic al drama de Guerra de 1936 La Bandera; aquesta segona pel·lícula dirigida per Duvivier el va establir com una gran estrella. L'any següent va tornar a formar equip amb Duvivier en el gran èxit Pépé le Moko. La seva popularitat va portar a Gabin el reconeixement internacional. Aquell mateix any va protagonitzar La Grande Illusion de Jean Renoir, una pel·lícula contra la guerra que es va presentar en un teatre de la ciutat de Nova York durant sis mesos sense precedents. A continuació, una altra de les obres més importants de Renoir, La bèstia humana, una tragèdia de Cinema negre basada en la novel·la d'Émile Zola i protagonitzada per Gabin i Simone Simon, així com Le Quai Des Brumes, un dels clàssics del realisme poètic del director Marcel Carné. Es va divorciar de la seva segona dona el 1939.

#### Hollywood

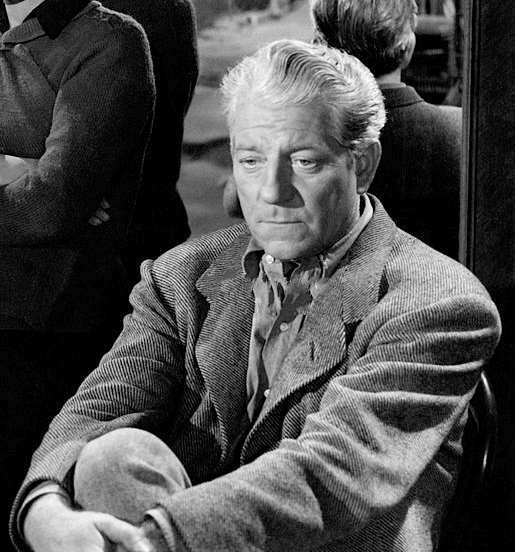
Gabin a Au-delà des grilles (1949)

A finals de la dècada de 1930, Gabin es va veure inundat d'ofertes de Hollywood, però les va rebutjar totes fins a l'esclat de la Segona Guerra Mundial. Després de l'ocupació alemanya de França el 1940, es va unir a Renoir i Duvivier als Estats Units. Durant el seu temps a Hollywood, Gabin va començar un idil·li amb l'actriu Marlene Dietrich que va durar fins al 1948. Les seves pel·lícules a Amèrica —Moontide (1942) i L'impostor (1944), aquesta darrera amb Duvivier— no van tenir èxit.

#### Acció de la Segona Guerra Mundial
Intrèpid, Gabin es va unir a les Forces Franceses Lliures del general Charles de Gaulle i va guanyar la Medalla Militar i una Croix de Guerre pel seu valor de guerra lluitant amb els aliats al nord d'Àfrica. Després del Desembarcament de Normandia, Gabin va servir amb la 2a divisió blindada que va alliberar París.

#### Caiguda de la carrera
El 1945 Carné va triar Gabin per protagonitzar la pel·lícula Les portes de la nit amb Dietrich com a coprotagonista. No li agradava el guió i temia que el seu accent alemany no anés bé al públic francès de postguerra. Quan es va retirar del projecte, Gabin va seguir l'exemple, donant lloc a una baralla amb Carné. Va trobar un productor i director francès disposat a treballar ell i la Dietrich junts, però la pel·lícula, Martin Roumagnac, no va ser un èxit i la seva relació personal va acabar aviat. El 1948 Gabin va protagonitzar la pel·lícula poètica realista de René Clément Au-delà des grilles, que va guanyar un Oscar a la millor pel·lícula en llengua estrangera, però que va obtenir poc reconeixement per a Gabin. El 1949 va protagonitzar el seu únic paper al teatre a La Soif de Henri Bernstein. Va funcionar a París durant sis mesos, amb Gabin elogiat per la crítica com "un actor teatral de primer nivell". Malgrat aquest reconeixement, les seves pel·lícules posteriors no van sortir bé a la taquilla francesa, i els cinc anys següents van portar fracassos repetits.

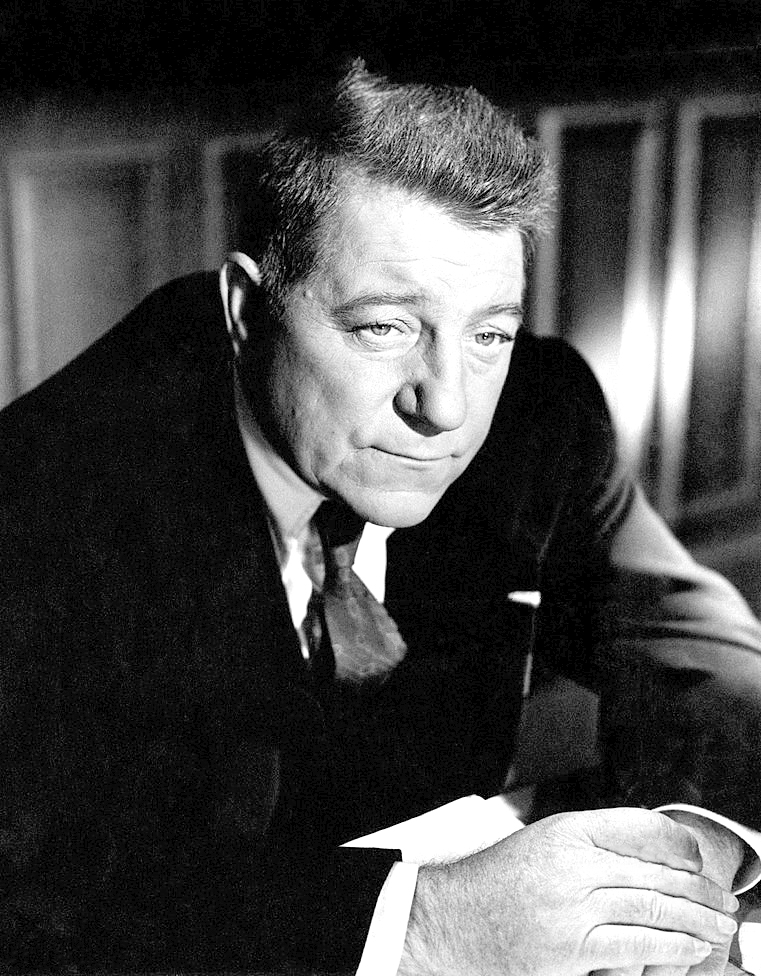
Gabin a Els petits rebels (1955)

#### Tornada
La carrera de Gabin semblava encaminada a l'oblit fins que la pel·lícula de 1954 Touchez pas au grisbi, dirigida per Jacques Becker, li va valer el reconeixement de la crítica. La pel·lícula va ser molt rendible internacionalment. Després va tornar a treballar amb Renoir en French Cancan, amb María Félix i Françoise Arnoul. Gabin va interpretar el detectiu de Georges Simenon, Comissari Maigret, en tres pel·lícules el 1958, 1959 i 1963. Durant els següents 20 anys, va fer gairebé 50 pel·lícules més, la majoria d'elles molt reeixides comercialment i crítica, incloses moltes per a Gafer Films, la seva productora amb el també actor Fernandel. Entre els seus companys hi havia figures destacades del cinema de postguerra com Brigitte Bardot (En cas de malheur), Alain Delon (Le Clan des Siciliens, Mélodie en sous-sol i Deux hommes dans la ville), Jean-Paul Belmondo (Un singe en hiver) i Louis de Funès (Le Tatoué).

### Mort
Gabin va morir de leucèmia a l'Hospital Americà de París, al suburbi parisenc de Neuilly-sur-Seine. El seu cos va ser incinerat i, amb tots els honors militars, les seves cendres van ser escampades al mar des d'un vaixell militar.

## Llegat

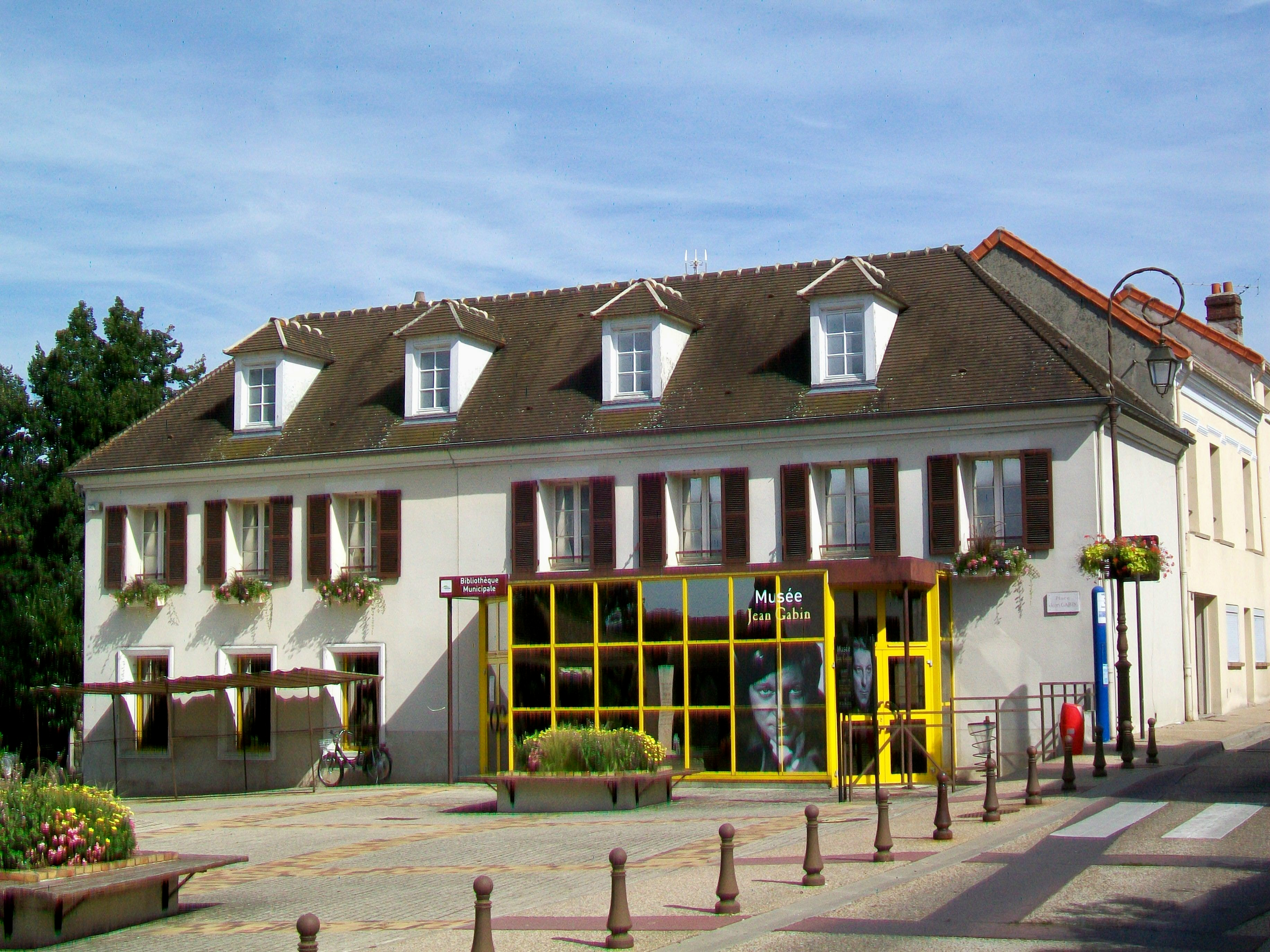
Museu Jean Gabin

- Gabin és considerada una de les grans estrelles del cinema francès, i va ser nomenat Oficial de la Legió d'Honor.
- L'any 1981, l'actor francès Louis de Funès va iniciar el Prix Jean Gabin, un guardó lliurat als actors emergents de la indústria cinematogràfica francesa. Va ser atorgat anualment des del 1981 fins al 2006.
- El Musée Jean Gabin, al municipi de Mériel, on va créixer, narra la seva història i inclou els seus records cinematogràfics.
- La plaça Jean Gabin va ser inaugurada el 16 de maig de 2008 per Daniel Vaillant, llavors alcalde del 18è districte de París, i els fills de Gabin. És a la cantonada de les rues Custine i Lambert, als peus de Montmartre.
- El cinema Jean Gabin de Montginebre va rebre el seu nom. Montgenèvre es descriu com l'estació d'esquí més antiga de França i va ser una destinació de vacances popular per a Gabin i altres artistes i intel·lectuals francesos, inclòs Jean-Paul Sartre.

## Filmografia
| Any  | Títol                                 | Paper                          | Director                                 | Notes |
| ---- | ------------------------------------- | ------------------------------ | ---------------------------------------- | --- |
| 1930 | Everybody Wins                        | Marcel Grivot                  | Hans Steinhoff, René Pujol               | |
| 1930 | L'Héritage de Lilette                 |                                | Michel Du Lac                            | Curt Amb Raymond Dandy. Títol alternatiu Ohé les valises |
| 1930 | On demande un dompteur                |                                |                                          | Curt Amb Raymond Dandy. Títol alternatiu Les Lions |
| 1931 | Méphisto                              | Inspector Jacques Miral        | Henri Debain Georges Vinter              | Sèrie de quatre Amb four epiepisodis. Amb René Navarre. Basat en la novel·la d'Arthur Bernède.                                                                                     |
| 1931 | The Darling of Paris                  | Bob                            | Augusto Genina                           | |
| 1931 | All That's Not Worth Love             | Jean Cordier                   | Jacques Tourneur                         | |
| 1931 | Gloria                                | Robert Nourry                  | Hans Behrendt, Yvan Noé                  | |
| 1931 | For an Evening                        | Jean                           | Jean Godard                              | |
| 1932 | Coeur de lilas                        | Martousse                      | Anatole Litvak                           | Basat en l'obra de Tristan Bernard i Charles-Henry Hirsch. |
| 1932 | Fun in the Barracks                   | Fricot                         | Maurice Tourneur                         | Amb Fernandel i Raimu Basat en l'obra de Georges Courteline. |
| 1932 | La foule hurle                        | Joe Greer                      | Jean Daumery, (uncredited: Howard Hawks) | |
| 1932 | The Beautiful Sailor                  | The Captain                    | Harry Lachman                            | Amb Madeleine Renaud i Pierre Blanchar Basat en l'obra de Marcel Achard. |
| 1932 | Happy Hearts                          | Charles                        | Hanns Schwarz, Max de Vaucorbeil         | |
| 1933 | Per un soir                           | Jean                           | Jean Godard                              | |
| 1933 | The Star of Valencia                  | Pedro Savedra                  | Serge de Poligny                         | Amb Brigitte Helm. |
| 1933 | Adieu les beaux jours                 | Pierre Lavernay                | Johannes Meyer, André Beucler            | Amb Brigitte Helm. |
| 1933 | High i Low                            | Charles Boulla                 | G. W. Pabst                              | Amb Michel Simon i Peter Lorre. |
| 1933 | The Tunnel                            | Allan Mac Allan                | Curtis Bernhardt                         | Amb Madeleine Renaud i Gustaf Gründgens. |
| 1934 | Maria Chapdelaine                     | François Paradis               | Julien Duvivier                          | Amb Madeleine Renaud i Jean-Pierre Aumont. |
| 1934 | Zouzou                                | Jean                           | Marc Allégret                            | Amb Joséphine Baker. |
| 1935 | Golgotha                              | Ponç Pilat                     | Julien Duvivier                          | Amb Harry Baur i Edwige Feuillère. |
| 1935 | La Bandera (Escape from Yesterday)    | Pierre Gilleth                 | Julien Duvivier                          | Amb Annabella. |
| 1935 | Variétés                              | Georges                        | Nicolas Farkas                           | Amb Annabella i Fernand Gravey. |
| 1936 | They Were Five                        | Jeannot                        | Julien Duvivier                          | Amb Charles Vanel i Viviane Romance. |
| 1936 | The Lower Depths                      | Pepel Wasska                   | Jean Renoir                              | Amb Louis Jouvet. |
| 1937 | Pépé le Moko                          | Pépé le Moko                   | Julien Duvivier                          | |
| 1937 | La Grande Illusion                    | Lieutenant Maréchal            | Jean Renoir                              | Amb Erich von Stroheim, Pierre Fresnay i Marcel Dalio. |
| 1937 | The Messenger                         | Nick Dange                     | Raymond Rouleau                          | Amb Jean-Pierre Aumont. Basat en l'obra de Henri Bernstein. |
| 1937 | Lady Killer                           | Lucien Bourrache               | Jean Grémillon                           | Adaptació de la novel·la d'André Beucler. |
| 1938 | Port of Shadows                       | Jean                           | Marcel Carné                             | Amb Michèle Morgan, Michel Simon i Pierre Brasseur. Basat en la novel·la de Pierre Mac Orlan.                                                                                      |
| 1938 | La bèstia humana                      | Jacques Lantier                | Jean Renoir                              | Amb Simone Simon. Adaptació de la novel·la d'Émile Zola |
| 1939 | Coral Reefs                           | Trott Lennart                  | Maurice Gleize                           | Amb Michèle Morgan. Adaptació de la novel·la de Jean Martet. |
| 1939 | Le Jour se lève                       | François                       | Marcel Carné                             | Amb Arletty i Jules Berry. |
| 1941 | Stormy Waters                         | Captain André Laurent          | Jean Grémillon                           | Amb Michèle Morgan i Madeleine Renaud. Adaptació de la novel·la de Roger Vercel.                                                                                                   |
| 1942 | Moontide                              | Bobo                           | Archie Mayo                              | Amb Ida Lupino i Claude Rains. Adaptació de la novel·la de Willard Robertson. |
| 1944 | L'impostor                            | Clement / Maurice Lafarge      | Julien Duvivier                          | |
| 1946 | Martin Roumagnac                      | Martin Roumagnac               | Georges Lacombe                          | Amb Marlene Dietrich. Adaptació de la novel·la de Pierre-René Wolf. |
| 1947 | Miroir                                | Pierre Lussac / Miroir         | Raymond Lamy                             | |
| 1949 | Au-delà des grilles                   | Pierre Arrignon                | René Clément                             | Amb Isa Miranda. Premis Oscar de 1950 per l'Oscar a la millor pel·lícula de parla no anglesa                                                                                       |
| 1950 | La Marie du port                      | Henri Chatelard                | Marcel Carné                             | Adaptació de la novel·la de Georges Simenon. |
| 1950 | His Last Twelve Hours                 | Carlo Bacchi                   | Luigi Zampa                              | |
| 1951 | Victor                                | Victor                         | Claude Heymann                           | Basat en l'obra de Henri Bernstein. |
| 1951 | La nuit est mon royaume               | Raymond Pinsard                | Georges Lacombe                          | Copa Volpi per la millor interpretació masculina a la 12a Mostra Internacional de Cinema de Venècia.                                                                               |
| 1952 | La Vérité sur Bébé Donge              | François Donge                 | Henri Decoin                             | (segment "La Maison Tellier") Amb Danielle Darrieux. Adaptació de la novel·la de Georges Simenon.                                                                                  |
| 1952 | Le Plaisir                            | Joseph Rivet                   | Max Ophüls                               | Amb Danielle Darrieux, Madeleine Renaud i Pierre Brasseur. Basat en tres històries de Guy de Maupassant.                                                                           |
| 1952 | La Minute de vérité                   | Dr. Pierre Richard             | Jean Delannoy                            | Amb Michèle Morgan i Daniel Gélin. |
| 1953 | Bufere                                | Antonio Sanna                  | Guido Brignone                           | Amb Silvana Pampanini i Serge Reggiani. |
| 1953 | Leur dernière nuit                    | Pierre Fernand Ruffin          | Georges Lacombe                          | Amb Madeleine Robinson. |
| 1953 | La Vierge du Rhin                     | Jacques Ledru / Martin Schmidt | Gilles Grangier                          | Amb Nadia Gray. Adaptació de la novel·la de Pierre Nord. |
| 1954 | Touchez pas au grisbi                 | Max                            | Jacques Becker                           | Amb Jeanne Moreau i Lino Ventura. Adaptació de la novel·la d'Albert Simonin. Copa Volpi per la millor interpretació masculina a nla 15a Mostra Internacional de Cinema de Venècia. |
| 1954 | The Air of Paris                      | Victor Le Garrec               | Marcel Carné                             | Amb Arletty i Folco Lulli. Copa Volpi per la millor interpretació masculina a la 15a Mostra Internacional de Cinema de Venècia.                                                    |
| 1955 | Napoléon                              | Marshal Jean Lannes            | Sacha Guitry                             | Cameo |
| 1955 | Razzia sur la chnouf                  | Henri Ferré                    | Henri Decoin                             | Amb Magali Noël, Marcel Dalio i Lino Ventura. Basat en la novel·la d'Auguste Le Breton.                                                                                            |
| 1955 | French Cancan                         | Henri Danglard                 | Jean Renoir                              | Amb María Félix i Françoise Arnoul. |
| 1955 | House on the Waterfront               | Captain Lequévic               | Edmond T. Gréville                       | Amb Henri Vidal. |
| 1955 | Chiens perdus sans collier            | Judge Julien Lamy              | Jean Delannoy                            | Adaptació de la novel·la de Gilbert Cesbron. |
| 1955 | Gas-oil                               | Jean Chape                     | Gilles Grangier                          | Amb Jeanne Moreau. Basat en la novel·la de Georges Bayle. |
| 1956 | People of No Importance               | Jean Viard                     | Henri Verneuil                           | Amb Françoise Arnoul. Basat en la novel·la de Serge Groussard. |
| 1956 | Deadlier Than the Male                | André Chatelin                 | Julien Duvivier                          | Produïda per Raymond Borderie |
| 1956 | Blood to the Head                     | François Cardinaud             | Gilles Grangier                          | Adaptació de la novel·la de Georges Simenon. |
| 1956 | La Traversée de Paris                 | Grandgil                       | Claude Autant-Lara                       | Amb Bourvil i Louis de Funès. |
| 1956 | Crime and Punishment                  | Commissaire Gallet             | Georges Lampin                           | Amb Robert Hossein, Marina Vlady, Bernard Blier, Ulla Jacobsson i Lino Ventura. Adaptació de la novel·la de Dostoevsky                                                             |
| 1957 | The Case of Doctor Laurent            | Dr. Laurent                    | Jean-Paul Le Chanois                     | |
| 1957 | Speaking of Murder                    | Louis Bertain                  | Gilles Grangier                          | Amb Annie Girardot i Lino Ventura. Adaptació de la novel·la d'Auguste Le Breton.                                                                                                   |
| 1958 | Maigret Sets a Trap                   | Jules Maigret                  | Jean Delannoy                            | Amb Annie Girardot i Lino Ventura. Adaptació de la novel·la de Georges Simenon. |
| 1958 | Les Misérables                        | Jean Valjean                   | Jean-Paul Le Chanois                     | Amb Bernard Blier, Bourvil i Serge Reggiani. Adaptació de la novel·la de Victor Hugo.                                                                                              |
| 1958 | Le désordre et la nuit                | Inspector Georges Vallois      | Gilles Grangier                          | Amb Danielle Darrieux i Nadja Tiller. |
| 1958 | In Case of Adversity                  | Maître André Gobillot          | Claude Autant-Lara                       | Amb Brigitte Bardot. Adaptació de la novel·la de Georges Simenon. |
| 1958 | The Possessors                        | Noël Schoudler                 | Denys de La Patellière                   | Amb Pierre Brasseur i Bernard Blier. Adaptació de la novel·la de Maurice Druon. |
| 1959 | Archimède le clochard                 | Archimède                      | Gilles Grangier                          | Amb Bernard Blier. Os de Plata a la millor interpretació masculina al 9è Festival Internacional de Cinema de Berlín                                                                |
| 1959 | Maigret et l'affaire Saint-Fiacre     | Jules Maigret                  | Jean Delannoy                            | Adaptació de la novel·la de Georges Simenon. |
| 1959 | Rue des prairies                      | Henri Neveux                   | Denys de La Patellière                   | Adaptació de la novel·la de René Lefèvre. |
| 1960 | Le Baron de l'écluse                  | Baron Jérôme Napoléon Anthoine | Jean Delannoy                            | Amb Micheline Presle. Adaptació de la novel·la de Georges Simenon. |
| 1960 | The Old Guard                         | Baptiste Talon                 | Gilles Grangier                          | Amb Pierre Fresnay. Adaptació de la novel·la de René Fallet. |
| 1961 | The President                         | Émile Beaufort                 | Henri Verneuil                           | Amb Bernard Blier. Adaptació de la novel·la de Georges Simenon. |
| 1961 | Le cave se rebiffe                    | Ferdinand Maréchal             | Gilles Grangier                          | Amb Martine Carol, Bernard Blier i Françoise Rosay. Adaptació de la novel·la d'Albert Simonin.                                                                                     |
| 1962 | A Monkey in Winter                    | Albert Quentin                 | Henri Verneuil                           | Amb Jean-Paul Belmondo. Adaptació dela novel·la d'Antoine Blondin A Monkey in Winter.                                                                                              |
| 1962 | The Gentleman from Epsom              | Richard Briand-Charmery        | Gilles Grangier                          | Amb Louis de Funès. |
| 1963 | Any Number Can Win                    | Mister Charles                 | Henri Verneuil                           | Amb Alain Delon. Adaptació de la novel·la de Zekial Marko. |
| 1963 | Maigret Sees Red                      | Jules Maigret                  | Gilles Grangier                          | Adaptació de la novel·la de Georges Simenon. |
| 1964 | Monsieur                              | René Duchêne / Georges Baudin  | Jean-Paul Le Chanois                     | Amb Liselotte Pulver, Mireille Darc i Philippe Noiret. |
| 1964 | That Tender Age                       | Émile Malhouin                 | Gilles Grangier                          | Amb Fernandel. |
| 1965 | God's Thunder                         | Léandre Brassac                | Denys de La Patellière                   | Amb Lilli Palmer, Michèle Mercier i Robert Hossein. Adaptació de la novel·la de Bernard Clavel.                                                                                    |
| 1966 | The Upper Hand                        | Paul Berger                    | Denys de La Patellière                   | Amb George Raft, Gert Fröbe, Mireille Darc i Nadja Tiller. Adaptació de la novel·la d'Auguste Le Breton.                                                                           |
| 1966 | The Gardener of Argenteuil            | Joseph Martin alias 'Tulipe'   | Jean-Paul Le Chanois                     | Amb Liselotte Pulver i Curd Jürgens. |
| 1967 | Històries de brètols                  | Denis Ferrand                  | Jean Delannoy                            | Amb Robert Stack, Margaret Lee i Walter Giller. |
| 1968 | Pasha                                 | Comissaire Louis Joss          | Georges Lautner                          | |
| 1968 | Le tatoué                             | Count Enguerand                | Denys de La Patellière                   | Amb Louis de Funès. |
| 1969 | Under the Sign of the Bull            | Albert Raynal                  | Gilles Grangier                          | Adaptació de la novel·la de Roger Vrigny. |
| 1969 | The Sicilian Clan                     | Vittorio Manalese              | Henri Verneuil                           | Amb Alain Delon i Lino Ventura. Adaptació de la novel·la d'Auguste Le Breton. |
| 1970 | La Horse                              | Auguste Maroilleur             | Pierre Granier-Deferre                   | |
| 1971 | Le Chat                               | Julien Bouin                   | Pierre Granier-Deferre                   | Amb Simone Signoret. Adaptació de la novel·la de Georges Simenon. Os de Plata a la millor interpretació masculina al 21è Festival Internacional de Cinema de Berlín                |
| 1971 | Le drapeau noir flotte sur la marmite | Victor Ploubaz                 | Michel Audiard                           | Adaptació de la novel·la de René Fallet. |
| 1972 | Le Tueur                              | Commissari Le Guen             | Denys de La Patellière                   | Amb Bernard Blier, Fabio Testi i Uschi Glas. |
| 1973 | The Dominici Affair                   | Gaston Dominici                | Claude Bernard-Aubert                    | Basat en el Cas Dominici. |
| 1973 | Two Men in Town                       | Germain Cazeneuve              | José Giovanni                            | Amb Alain Delon, Michel Bouquet i Mimsy Farmer. |
| 1974 | Verdict                               | Judge Leguen                   | André Cayatte                            | Amb Sophia Loren. Produit per Carlo Ponti. |
| 1976 | L'Année sainte                        | Max Lambert                    | Jean Girault                             | Darrer paper, amb Jean-Claude Brialy i Danielle Darrieux. |